# Weefgetouw

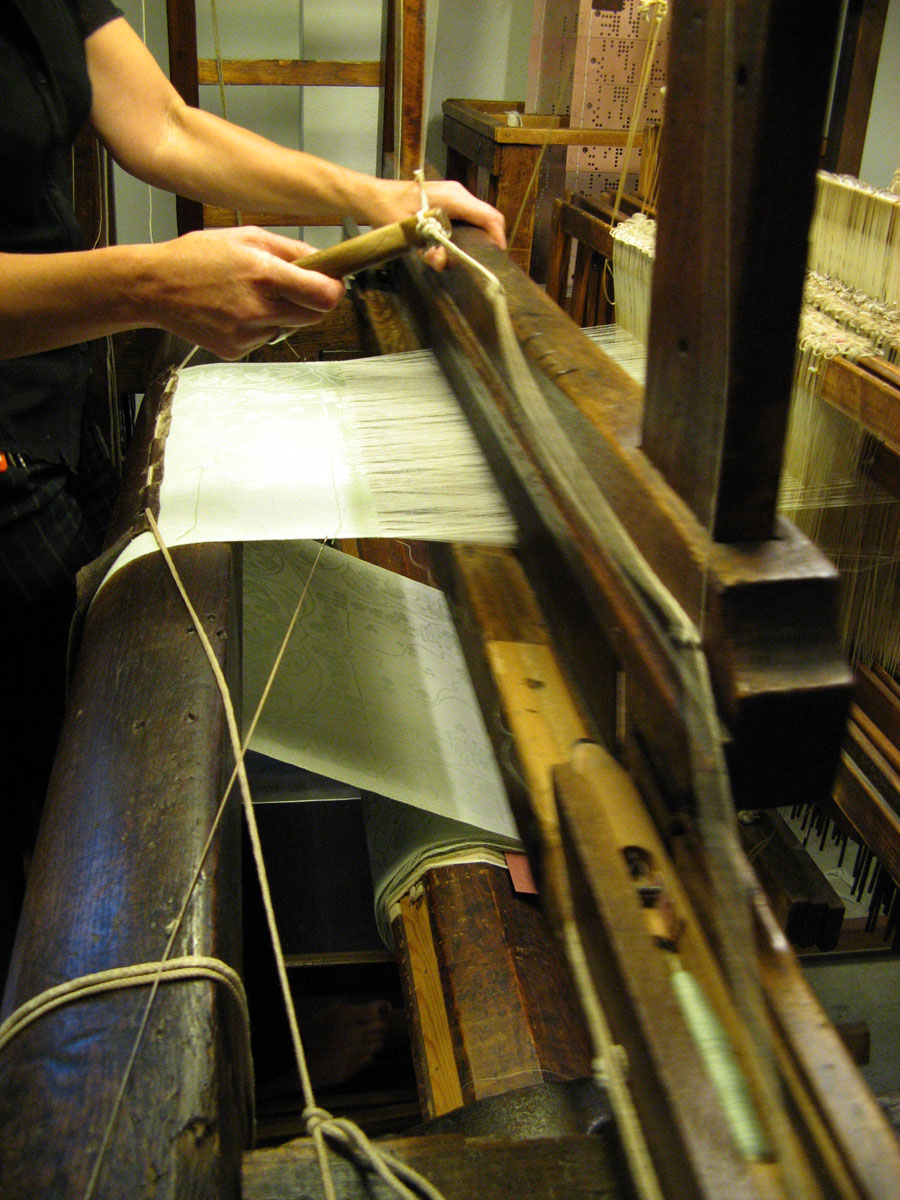
Handweefgetouw.

Een weefgetouw, of weefstoel, is een werktuig om mee te weven. Naast het handweefgetouw bestaat het mechanisch weefgetouw, ook wel weefmachine genoemd.

## Werking van het weefgetouw
Bij het weven spant men een aantal draden parallel op het weefgetouw. De opgespannen draden heten schering of ketting. Vervolgens worden haaks hierop een voor een andere draden, de inslag, tussen de schering door gebracht. 
Een van de eenvoudigste en vroegst uitgevonden weeftoestellen is het weefraam, een draagbare constructie van stokken en planken waarop de schering wordt opgespannen. De inslag wordt door de wever met de hand ingebracht. Dit weefraam kan vast zijn (beide zijden zijn met elkaar verbonden) of bestaan uit een gedeelte dat aan het lichaam wordt bevestigd en een ander gedeelte dat aan een vast punt (b.v. een boom) vastzit. De wever zelf trekt de draden strak.
Bij een weefgetouw wordt van de schering- of kettingdraden een deel omhoog en een deel omlaag bewogen, om ruimte te maken voor het inleggen van de inslag. De opening, die tussen de beide groepen kettingdraden ontstaat, heet de 'sprong'. Bij de oudere weefgetouwen wordt de inslagdraad met een schietspoel tussen de kettingdraden doorgeschoten. 

## Aansturing
Afhankelijk van de manier waarop de schering bewogen wordt, onderscheidt men drie soorten getouwen:

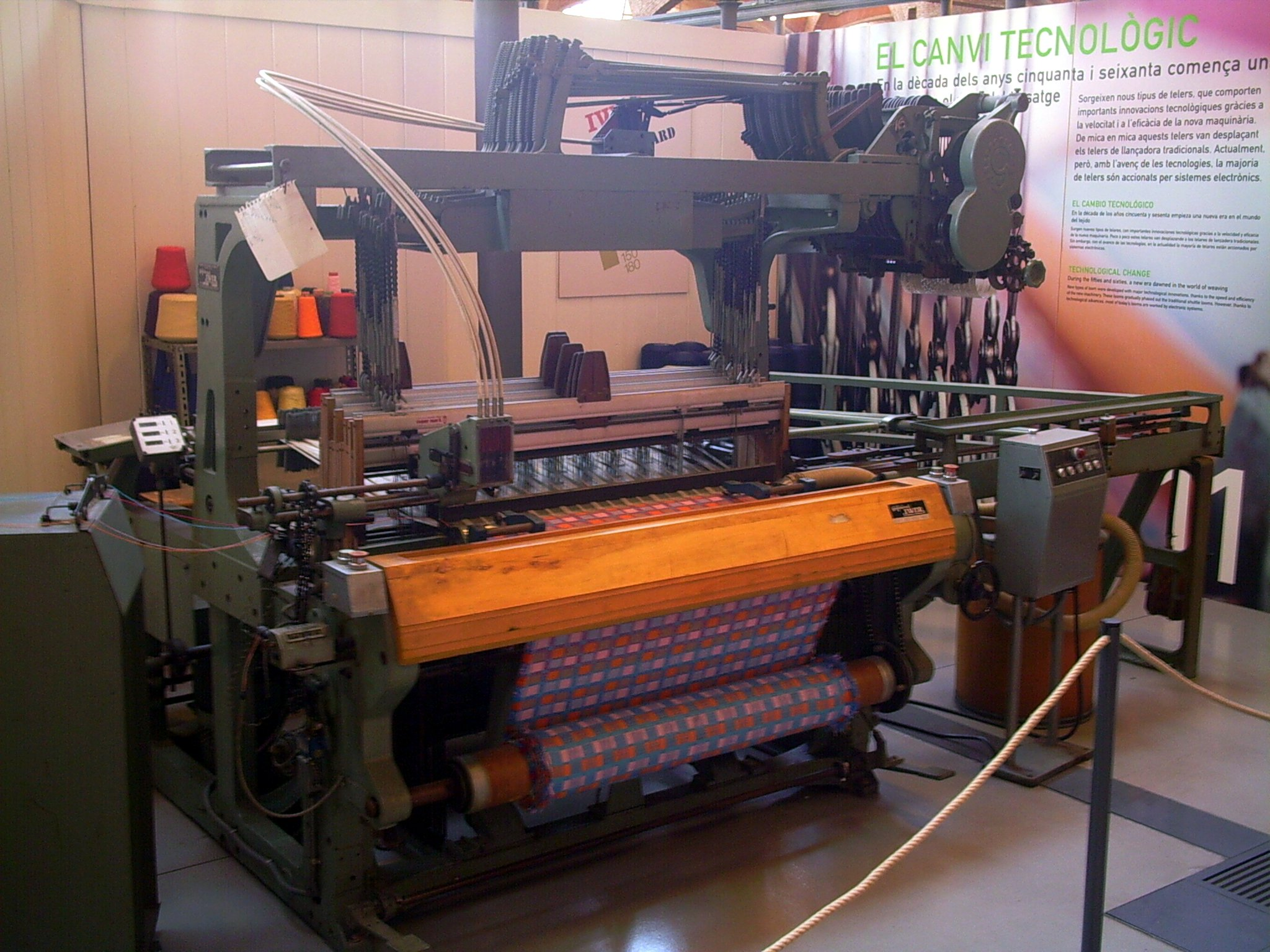
Grijperweefmachine met eenzijdige grijper en dobby

- De eerste en oudste categorie noemt men schachtengetouwen of excentriekengetouwen; daarin worden de schering- of kettingdraden in groepen door middel van schachten of kammen op en neer bewogen. Hiermee kunnen min of meer eenvoudige bindingen geweven worden. Aansturing van de schachten geschiedt door middel van nokken op de weefas of via buitenexcentrieken naast de machine. Het maximale aantal kammen is op deze machines 10 en de rapporthoogte is 10 inslagen.
- De tweede categorie is het zogenaamde dobby-getouw, waarop de kammen met een mechaniek met kaart of computer aangestuurd worden, zodat meer kammen (schachten) en dus meer bindingvariaties mogelijk zijn. Een dobbymachine heeft maximaal 32 kammen, terwijl de rapporthoogte alleen beperkt wordt door de lengte van de kaart.
- De derde categorie wordt doorgaans jacquardgetouw genoemd. In deze getouwen wordt iedere kettingdraad afzonderlijk aangestuurd via een kaart of een computer. Dit systeem laat toe om ingewikkelde dessins te weven.

## Inbreng van de inslag

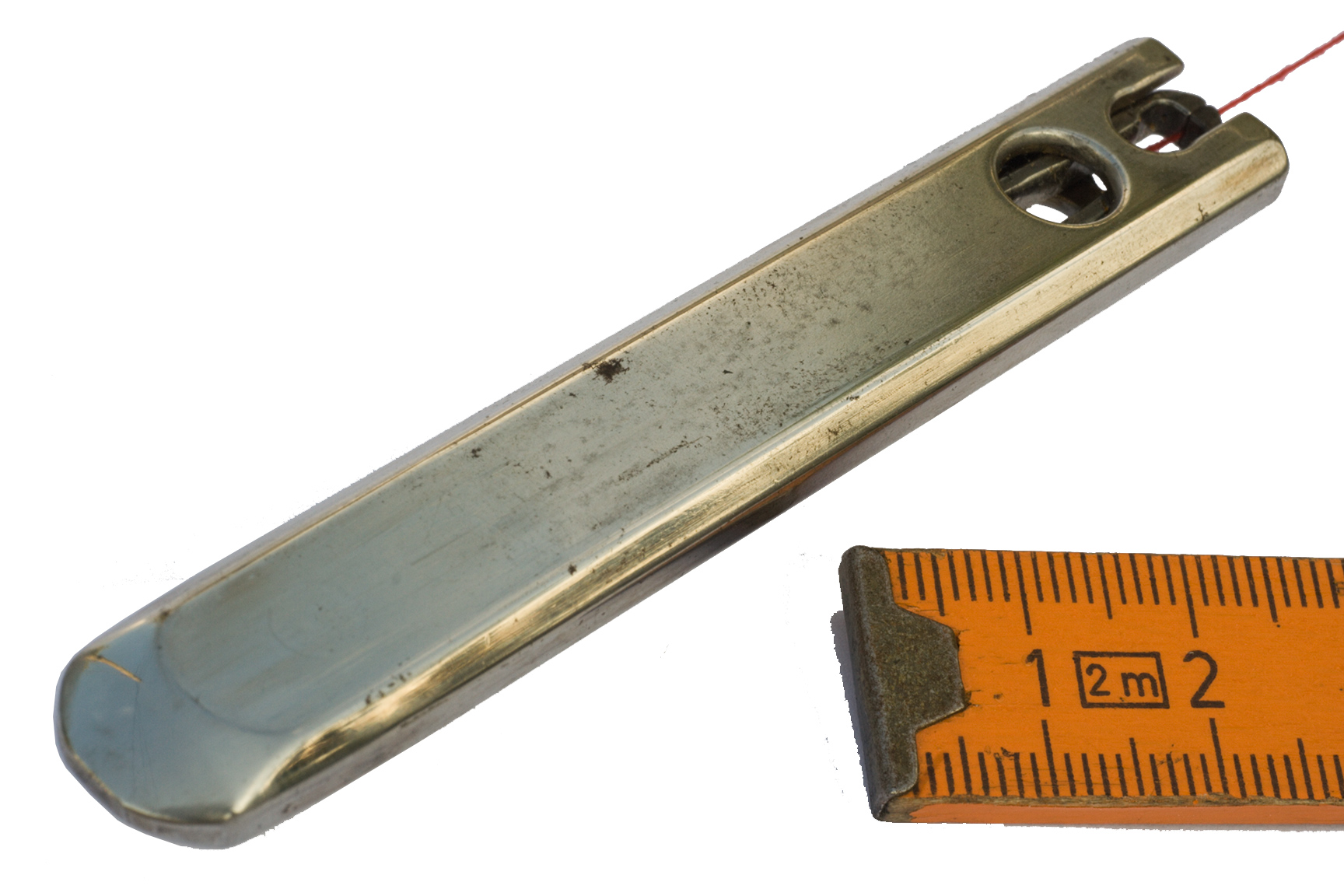
Projectiel

Op de moderne weefmachines wordt de inslag ingebracht met een projectiel, met grijpers, met een waterstraal of met lucht. De schietspoel komt alleen nog bij enkele speciale machines voor.
- De inbreng met een projectiel was de eerste moderne methode naast de schietspoel. De inslag wordt bij dit type door de klem van het projectiel naast het weefsel gepakt en daarna wordt de inslag door de sprong geslagen. Omdat het projectiel veel lichter is dan een schietspoel, zijn hogere snelheden mogelijk en dus een grotere productie-intensiteit, terwijl bovendien een grotere weefbreedte mogelijk is. De projectielmachine is nog steeds de machine met de grootste breedte. Een nadeel is dat niet alle garens verwerkt kunnen worden.
- De grijperweefmachine is het veelzijdigste van de moderne types. Praktisch alle garens kunnen op deze machines verwerkt worden. Er bestaan verschillende uitvoeringen van dit inbrengsysteem, maar bijna allemaal werken ze met twee grijpers. De eerste pakt de inslagdraad en brengt deze naar het midden van de sprong. Hier pakt de tweede grijper de inslag over en brengt deze naar de andere machinekant. Er zijn nog een paar oudere types met een eenzijdige grijper, die de inslag door de hele sprong brengt. Dit kan alleen bij smalle machines.
- Bij de waterstraalmachine wordt door een spuitmondje een krachtige waterstraal gespoten die de inslag meeneemt door de sprong. Nadeel is dat deze machine eigenlijk alleen synthetische vezels kan verwerken en dat het weefsel nat wordt en op de machine gedroogd moet worden. Voordeel is de hoge productiesnelheid. In Europa komt dit type slechts zelden voor.

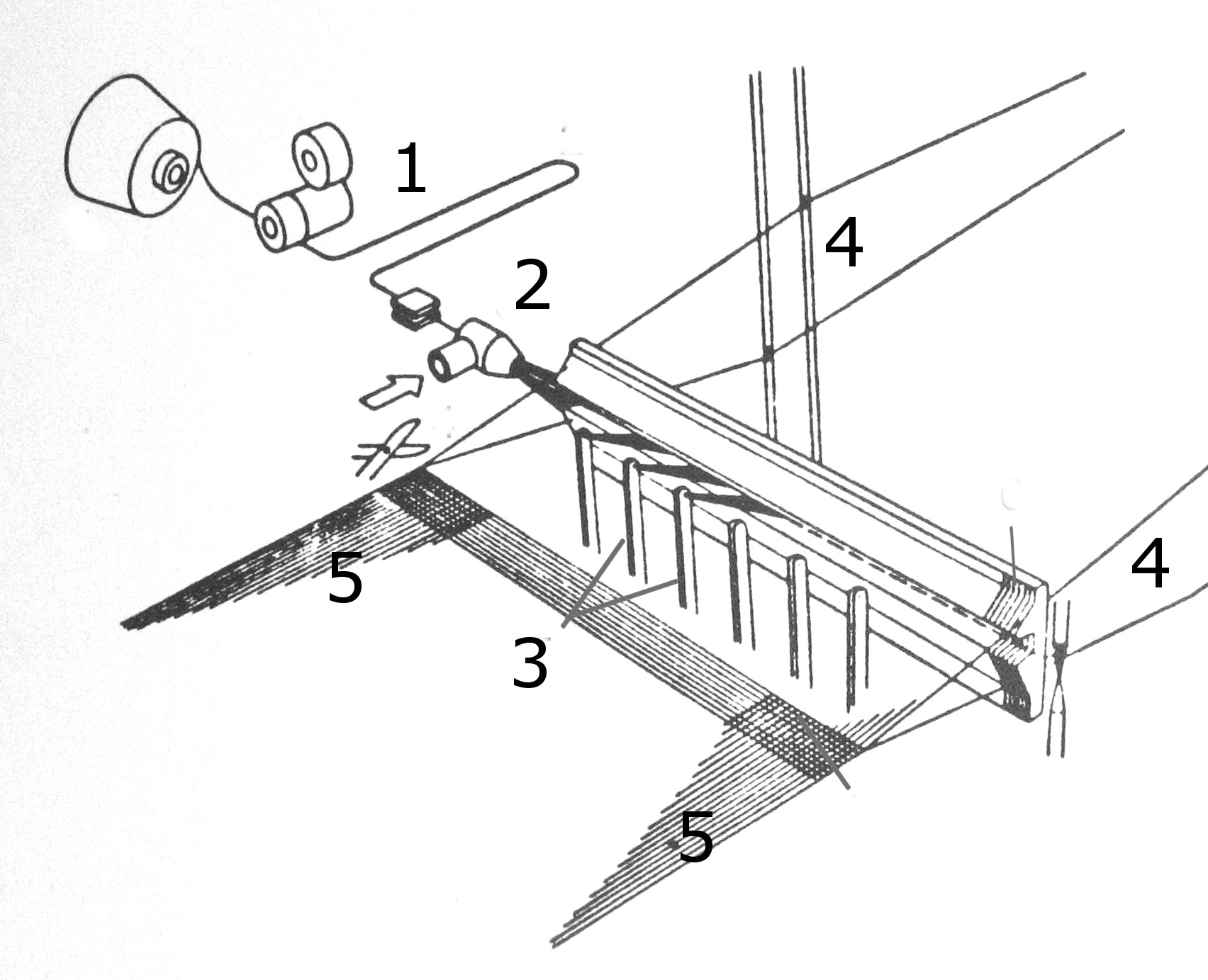
Luchtweefmachine

- Bij de luchtweefmachine of airjetmachine wordt de inslag via een soort tunneltje aan het riet door de sprong geblazen. Deze machines hebben een zeer hoge productiesnelheid en worden daarom tegenwoordig zeer veel gebruikt. De inbrenging met lucht heeft als nadeel, dat zware garens niet verweven kunnen worden en dat het opwekken van perslucht duur is.

Omdat bij alle moderne weefmachines de inslag na ieder schot afgeknipt wordt, kunnen deze machines geen echte zelfkant vormen. Daarom worden de afzonderlijke inslagdraden aan de zijkanten van het doek afgebonden door twee nylondraden door middel van de zogenaamde draaihevels. Dit zijn hevels die op een speciale manier in elkaar schuiven.

## Afbeeldingen

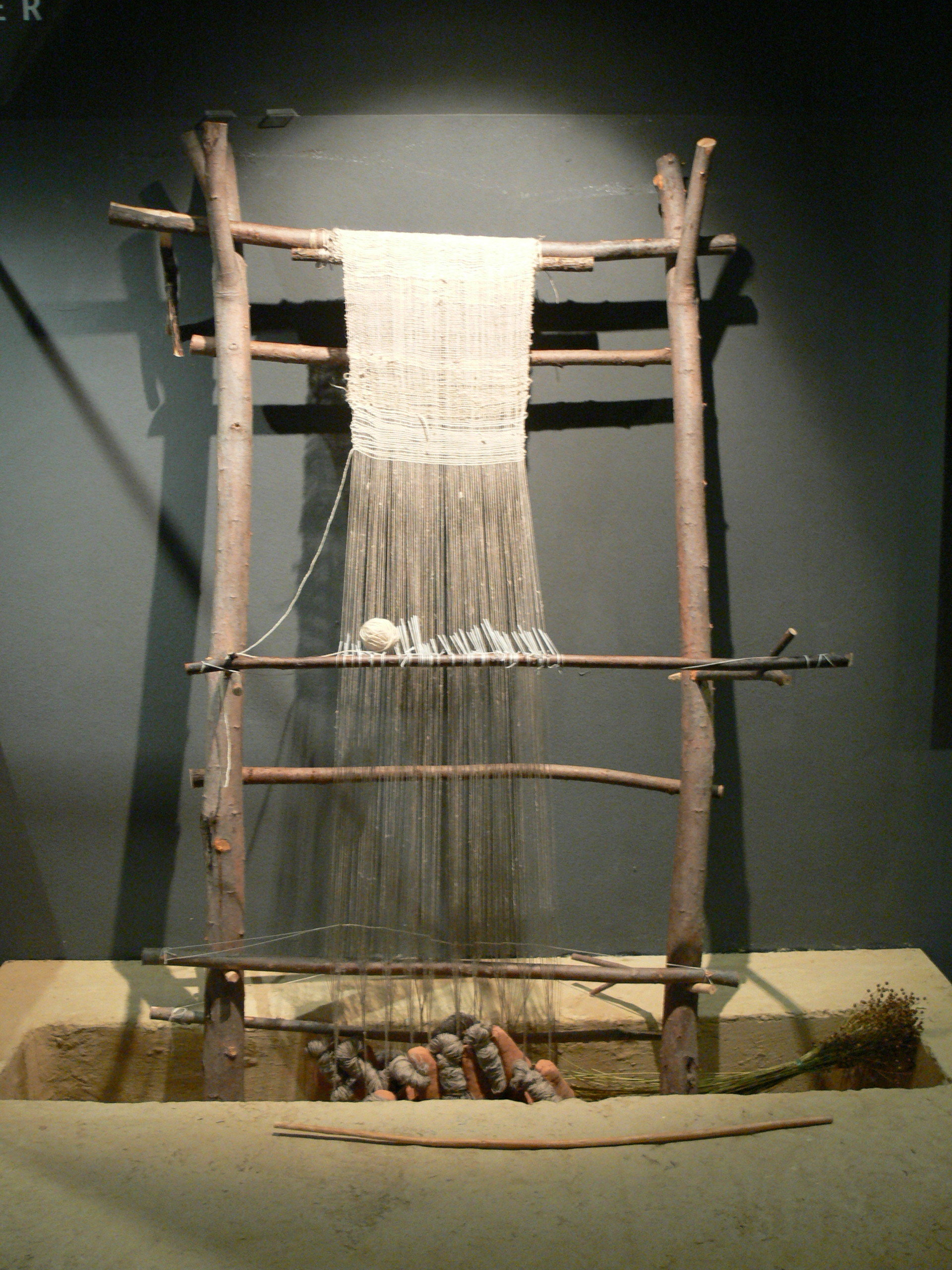
Reconstructie van een weefgetouw uit de urnenveldencultuur
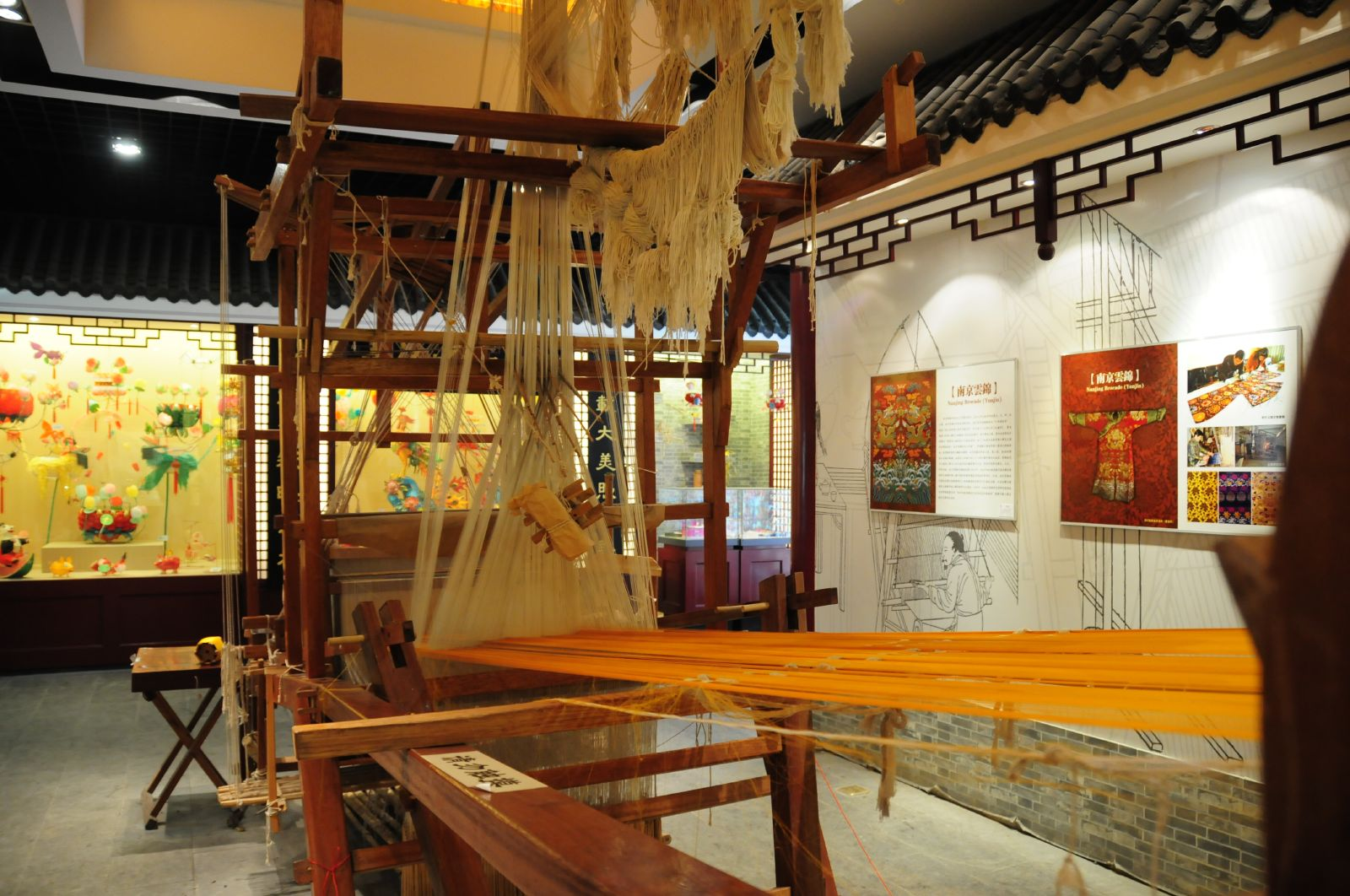
Weefgetouw gebruikt voor de Nanjing Yunjin-brocade
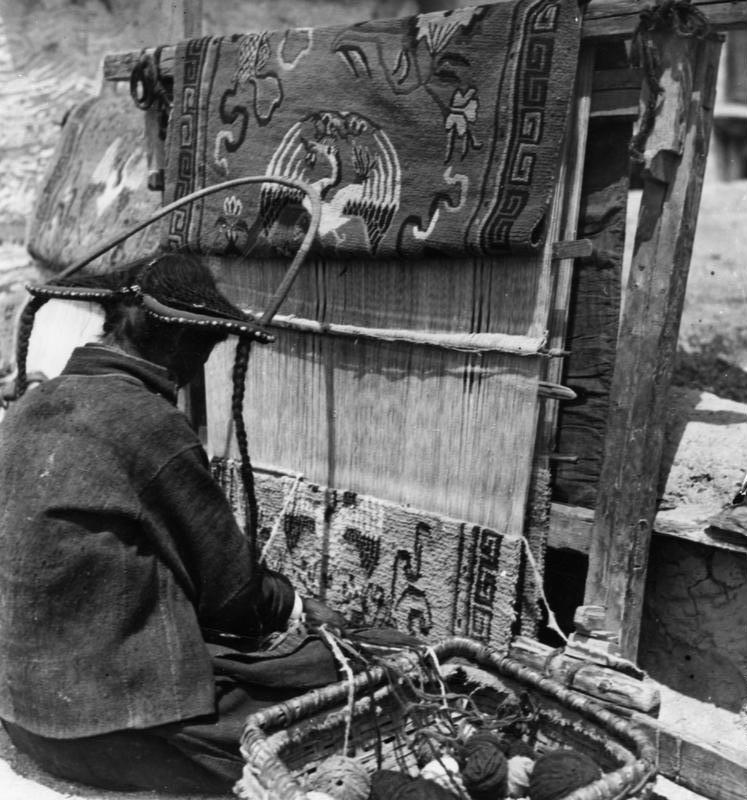
Weefgetouw, foto genomen tijdens Tibetexpeditie in 1938
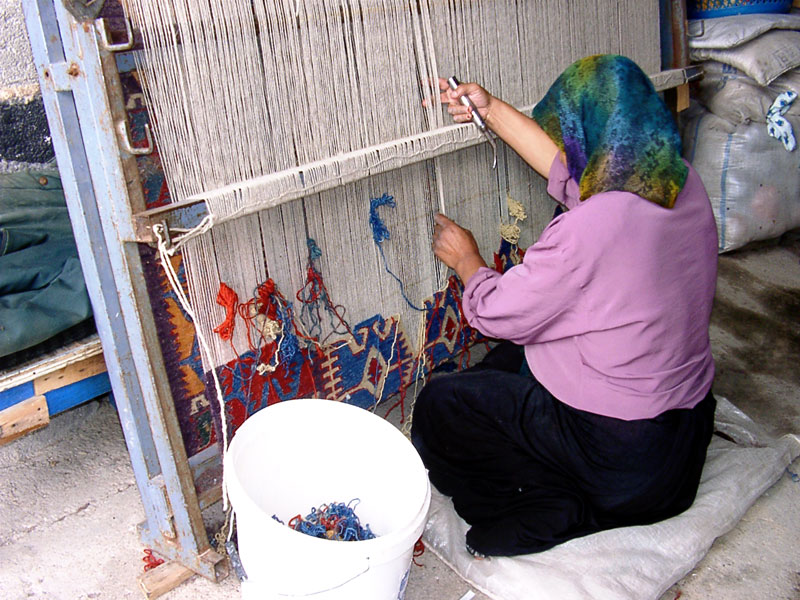
Turkse vrouw in Konya werkend aan een traditioneel weefgetouw
- Bioscoopjournaal uit 1969.  Weefdemonstraties door de jeugdweefkring in het Nederlands Textielmuseum te Tilburg.
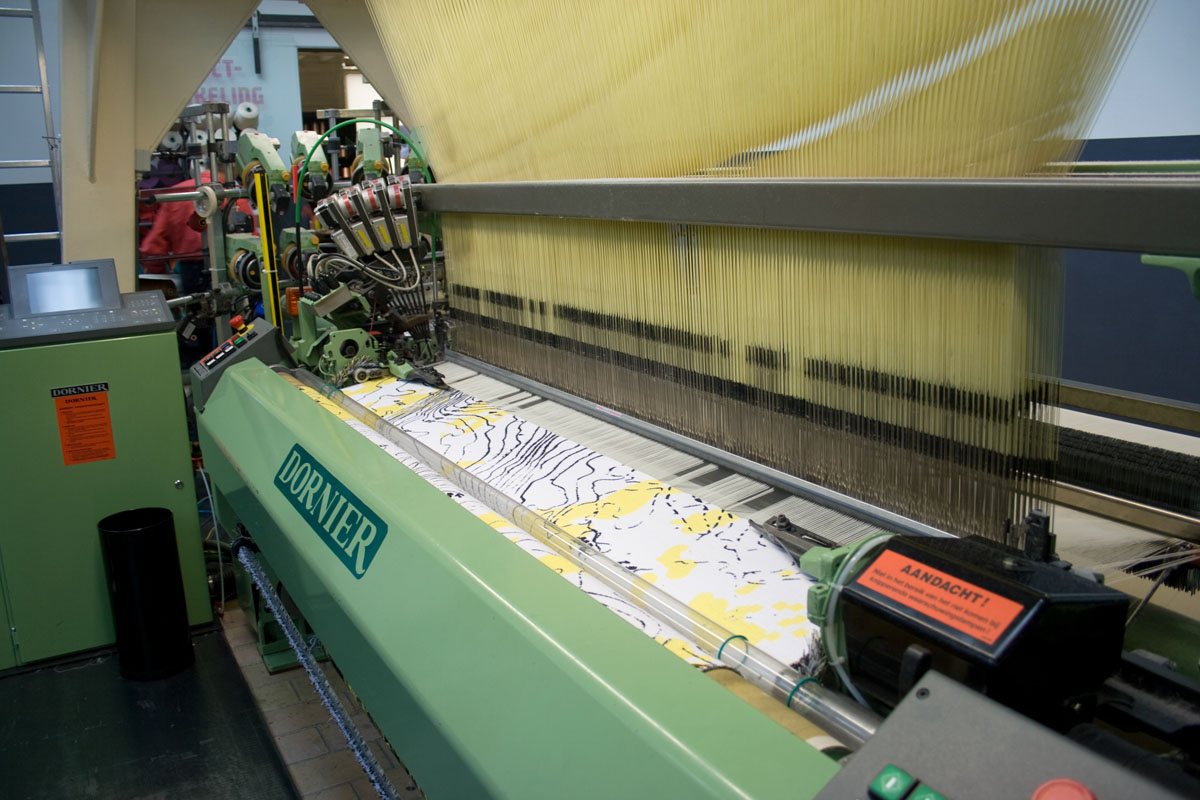
Grijperweefmachine Dornier (2006), Textielmuseum Tilburg
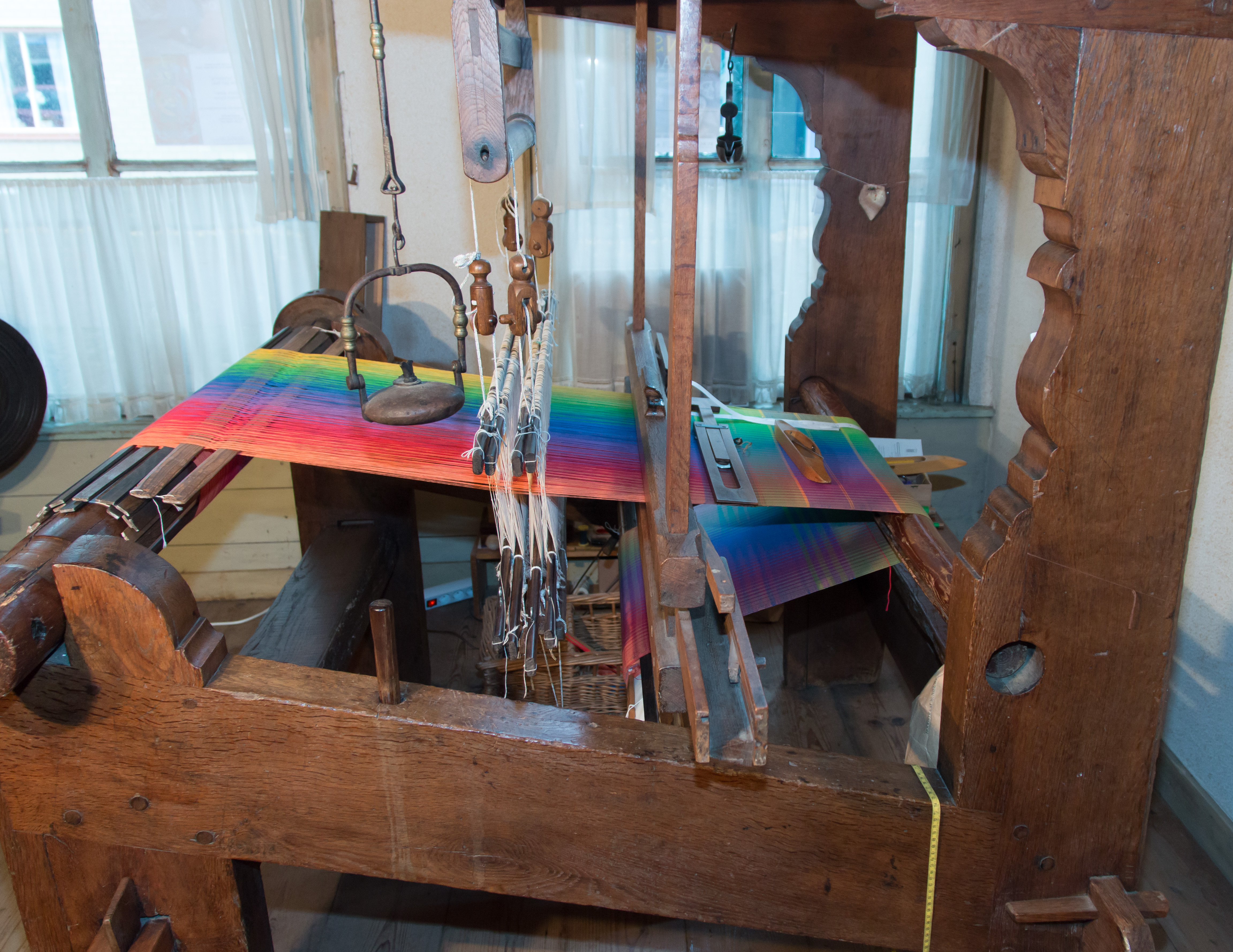
Antiek weefgetouw (1830) in Museum Het Leids Wevershuis. Er wordt nog elke dag op geweven.
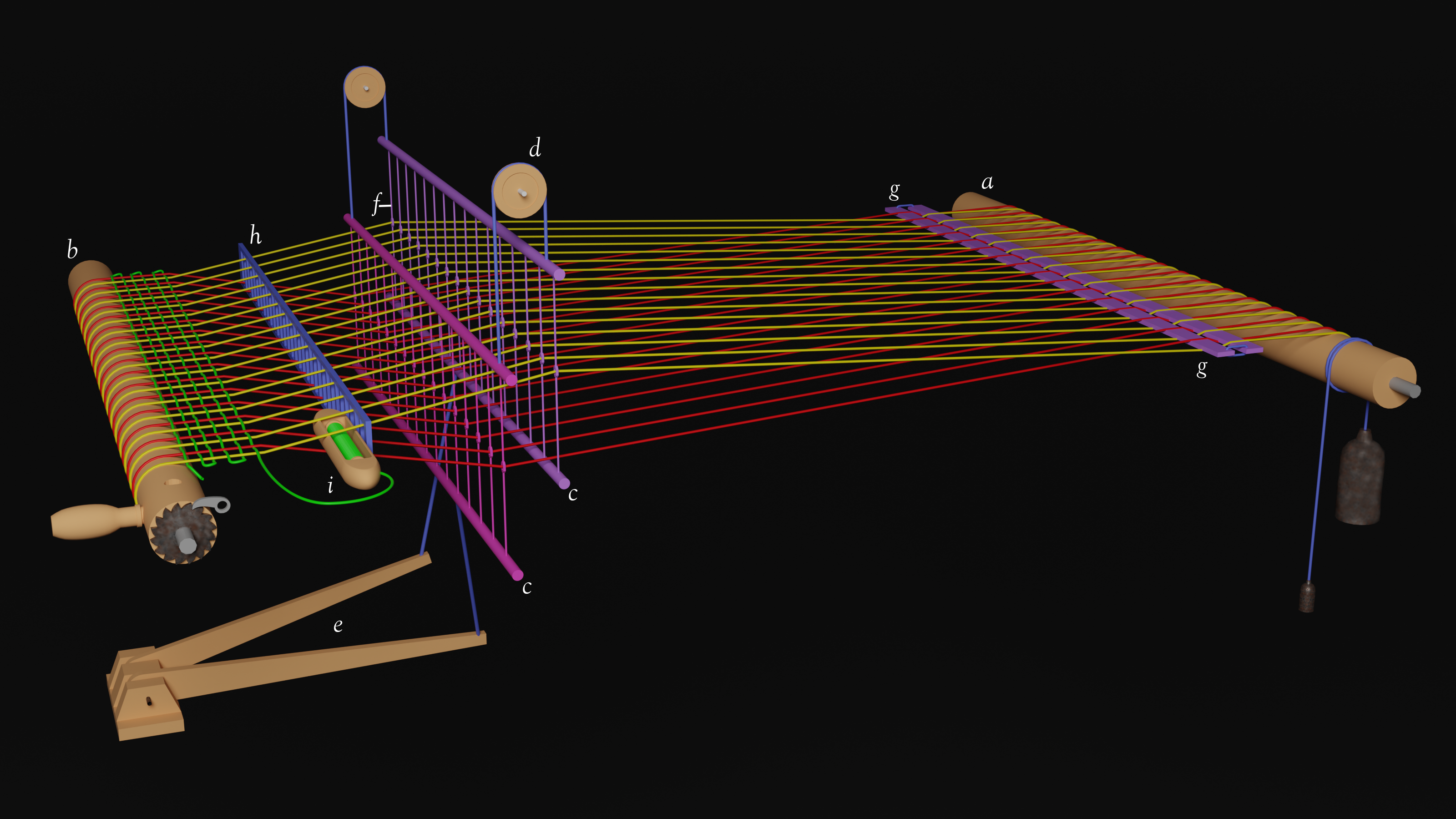
Weefgetouw

## Weverijmuseum
Het Weverijmuseum te Geldrop is een museum dat zich specialiseert in alle mogelijke variaties van weefgetouwen en -machines en de daar op gemaakte weefsels. Bijna alle machines zijn werkend te bezichtigen. Het museum is gevestigd in een voormalige textielfabriek. Overigens kan men bij een bezoek aan dit museum ontdekken dat er nog vele varianten in weefmachines zijn, die in de loop van de jaren werden ontwikkeld.
Het textielmuseum in Tilburg geeft een overzicht van spinnerij-, weverij-, breierij en nabewerkingsmachines met name op het gebied van de wolverwerking. Bovendien is er een damastweverij. Daarnaast zijn er wisselende tentoonstellingen van textielkunst.